# Cougar Club
Pour plus de détails, voir Fiche technique et Distribution.
Cougar Club est un film américain de 2007 réalisé par Christopher Duddy.

## Synopsis
Deux étudiants cherchent à se faire pistonner afin de pouvoir entrer à l'université de Yale. Pour cela, ils font un stage dans un cabinet d'avocats afin d'obtenir une lettre de recommandation. Dans ce cabinet, on ne leur fait effectuer que des tâches subalternes, voire dégradantes. Par ailleurs, ces deux jeunes gens développent une passion fantasmatique envers les femmes matures. Ils ont alors l'idée de fonder le "Cougar club", un club de rencontres sexuelles, gratuit pour les dames et nécessitant un droit d'inscription pour les hommes. Mais nous sommes aux États-Unis où ce genre d'activité est assimilé à du proxénétisme et bientôt nos deux jeunes gens ont des ennuis avec la police et la justice. Mais heureusement pour eux, Madame la juge est aussi une femme cougar...

## Fiche technique
- Date de sortie : 17 mai 2007 (USA)
- Réalisateur : Christopher Duddy
- Scénariste : Christopher Duddy et Glenn W. Garland
- Société de production : Open Sky Entertainment
- Budget : $2 500 000
- Langue : anglais
- Genre : Comédie
- Durée : 93 minutes

## Distribution
- Jason Jurman (en) (VF : Jean-Marco Montalto) : Spence Holmes
- Warren Kole (VF : Fabien Jacquelin) : Marshall Hogan III
- Joe Mantegna : M. Barry Stack
- Kaley Cuoco (VF : Anne Plumet) : Amanda
- Izabella Scorupco (VF : Jessie Lambotte) : Daniela Stack
- Chyna : Teddy Archibald
- Jon Polito (VF : Loïc Houdré) : M. Larry Archibald
- Loretta Devine : Dolly
- Jeremy Rowley : Karl
- Scott Michael Campbell (en) : M. Todd Conrad
- Mo Collins : Cindy Conrad
- Molly Cheek : Mme Holmes
- Robin Thomas : M. Fred Holmes
- Carrie Fisher (VF : Jessie Lambotte) : Glady Goodbey
- Carolyn Hennesy : la juge Margaret Emerson
- Joely Fisher : Lulu
- Faye Dunaway : Edith Birnbaum
- Norm Crosby : Stan Birnbaum
- Nicole Rayburn : Casey Dixon
- Matthew Borlenghi : le barman
- Tye Olson : Cougar (non créditée)

 Source et légende : version française (VF) sur RS Doublage